# Neoterebra tiarella
Neoterebra tiarella é uma espécie de gastrópode do gênero Neoterebra, pertencente a família Terebridae.